# Guseong (métro de Séoul)
Guseong (hangeul : 구성 ; hanja : 駒城) est une station de passage de la ligne Suin–Bundang du métro de Séoul. Elle est située au 2403 Yonggu-daero, quartier Mabuk-dong, dans l'arrondissement Giheung-gu de la ville Yongin-si, sur le territoire de la province Gyeonggi-do, au sud-est de Séoul, en Corée du Sud.
Ouverte en 2011, la station est desservie par les rames omnibus qui circulent sur la ligne Suin–Bundang.

## Situation sur le réseau

Plan du réseau (2023)

Établie en souterrain, la station Guseong est une station de passage de la ligne Suin–Bundang du métro de Séoul. : elle est située entre la station Bojeong, en direction du terminus nord Cheongnyangni, et la station Singal en direction du terminus ouest Incheon.

## Histoire
La station Guseong est mise en service le 28 décembre 2011, lors de l'ouverture à l'exploitation de la section de Jukjeon à Giheung de la ligne Bundang.
Elle devient une station de la ligne Suin–Bundang, le 12 septembre 2020, lors de la création de cette nouvelle ligne par la fusion de la ligne Bundang et de la ligne Suin, reliées par un nouveau tronçon complété par l'utilisation en commun d'un tronçon de la ligne 4 du métro de Séoul.